# Woltersdorf
Woltersdorf es un municipio con 8.092 habitantes en Brandeburgo. Está en el oeste del Distrito de Oder-Spree y tiene una frontera directa con Berlín. 
El municipio tiene conexión con la autopista y con el tren via Erkner. La alcaldesa de Woltersdorf es Margitta Decker ("Unser Woltersdorf", Nuestro Woltersdorf). 

## Localización y barrios
Se encuentra en lagos Flakensee, Kalksee y Bauersee entre Schöneiche, el bosque de Berlín y la ciudad Erkner.
Woltersdorf abarca los barrios Schönblick, Springeberg y Stolp.

## Las comunidades vecinas
Woltersdorf linda con (en el sentido de las agujas del reloj, incipiente el norte) Rüdersdorf, Erkner, Berlín y Schöneiche.

## Demografía
- Tendencia poblacional desde 1875 (línea azul: población; línea punteada: comparación con tendencias poblacionales del estado de Brandenburg; fondo gris: tiempo de gobierno Nazi; fondo rojo: tiempo de Gobierno comunista)
- Proyecciones y desarrollo poblacional reciente (Desarrollo poblacional antes del censo del 2011 (línea azul); Desarrollo poblacional reciente de acuerdo al Censo en Alemania del 2011 (línea azul con bordes); Proyecciones oficiales para el período 2005-2030 (línea amarilla); para el período 2017-2030 (línea escarlata); para el período 2020-2030 (línea verde)